# 陸奥長沼氏
陸奥長沼氏（むつながぬまし）は、陸奥国会津郡南東部（現南会津郡東部）を統治していた国衆。居城は鴫山城。菩提寺は徳昌寺（福島県南会津郡南会津町田島）。

## 出自
藤原秀郷の子孫であり、平安から鎌倉期に源頼朝に従った長沼宗政を祖とする。宗政は奥州合戦の恩賞により陸奥国会津郡南山（長江荘）を賜った。
長沼氏惣領家が南北朝の動乱により下野国長沼の所領を維持できなくなり、会津郡田島（長江荘、鴫山城）に移住したといわれている。しかし惣領家はその後15世紀中期には下野国皆川に移ったようで、その後統治していた長沼氏との明確な系譜は不明である。

## 歴史
中世会津地方を治めていたのは長沼氏のほかに蘆名氏（黒川城、会津）、山内氏（横田中丸城、只見川流域(伊北郷・金山郷)）、河原田氏（久川城、伊南郷）がおり、「会津四家」とよばれていた。

### 蘆名氏との友好関係
当初、蘆名氏とは友好的な関係を築いており、15世紀半ばに家督を継いだ蘆名盛詮に反乱が起きた際には、長沼出羽守政義が盛詮に加勢している。
長禄3年（1459年）には盛詮の支援により宇都宮氏・白河結城氏らの勢力から三依郷の領地を奪回した（長禄の変）。
長禄の変以降、蘆名氏に半従属という形となった。蘆名盛高とその子盛滋が対立した際には盛高方につき、反乱を起こし逃亡した勢力を長沼盛秀が追撃した。
15世紀末から16世紀初頭にかけて長沼政義が蘆名氏とともに下野に侵攻、宇都宮氏と干戈を交えている。明応4年（1495年）には塩原荘の要害山城を陥落させ、南北朝期以来およそ150年ぶりに旧領回復を果たした。その後北上してきた宇都宮勢も退け、下野国北部から陸奥国南部までを治める領主として最盛期を築く。
しかし興隆も長くは続かず、永正6年（1509年）の片角軍萱の戦いに大敗すると大きく後退、下野の領地を失った。

### 対立と従属
永正18年（1521年）、蘆名盛高の死去後当主となった盛滋が早世、弟の盛舜が家督を継ぐ。すると相続に反対する勢力が一斉に動き、長沼豊後守実国も反盛舜勢力として蘆名氏との抗争を繰り返す。
大永-享禄年間は小競り合いが続き、天文元年（1532年）に降伏した。しかしこの時点では完全に服属したわけではなかったようで、蘆名氏との対立は次代の盛氏になっても続いた。永禄4年（1561年）、盛氏の遠征によりついに軍門に下る。
実国の後を継いだ盛秀は蘆名氏との関係を強化、南会津において多大な影響力を持つようになる。その一方で伊達輝宗とも独自に関係を持つようになり、のちの動静に影響を及ぼすことになる。
盛氏の死去後、蘆名家当主は盛興、盛隆、亀王丸と早世が続く。家督を巡り竺丸（伊達輝宗次男）派と義広（佐竹義重次男）派で対立が起こると、盛秀は竺丸を支持。しかし義広が家督を相続し、佐竹氏の影響力が強くなっていった。旧来の家臣らは義広に反感を持つようになり、天正17年（1589年）、蘆名勢は伊達勢に対し大敗する（摺上原の戦い）。義広は実家の佐竹氏のもとへ逃亡し、戦国大名としての蘆名氏は滅亡した。

### 伊達への臣従
蘆名氏の滅亡後、盛秀は即座に伊達政宗に面会、会津平定の先鋒となった。同じく会津の領主であった山内氏、河原田氏を攻め、多大な犠牲を払いつつ会津は伊達領として平定された。
しかし、天正18年（1590年）3月、河原田氏との合戦後盛秀は急死した。7月の奥州仕置により伊達領から会津地方を取り上げられると、盛秀の子である福国・盛重・九郎左衛門は伊達とともに出羽国米沢に移住。これにより国衆としての長沼氏は終焉を迎えた。

### 仙台藩士
盛秀の子は3人とも仙台藩士となった。

#### 長沼福国
盛秀の長男である福国は、召出家に昇進し、700石の藩士となった。

#### 長沼盛重
盛秀の次男である盛重は手水番となり、孫の致貞が永代着座に列した。それにより1500石の家老（着坐）に昇進。延享4年（1747年）には栗原郡宮沢要害を拝領した。代々統治し明治維新を迎えた。鎌倉期末に分かれた安芸権守宗実以来の古文書はこの家が伝えたという。
長沼盛重－信重－致貞－致信－致真－致泰－致辰－致豊－致中＝致季（泉田基時の子）

#### 長沼九郎左衛門
盛秀の三男である九郎左衛門は召出家に列し、子孫は中堅官僚として続いた。